# Петру-Рареш (Джурджу)
Петру-Рареш (рум. Petru Rareș) — село у повіті Джурджу в Румунії. Входить до складу комуни Ізвоареле.
Село розташоване на відстані 44 км на південний захід від Бухареста, 26 км на північний захід від Джурджу.

## Населення
За даними перепису населення 2002 року у селі проживали 264 особи, з них 262 особи (99,2%) румунів. Усі жителі села рідною мовою назвали румунську.